# Pontins Professional
El Pontins Professional fue un torneo de snooker, profesional y de invitación, que se celebró en la ciudad galesa de Prestatyn entre 1974 y 2000. Darren Morgan, que se impuso (9-2) a Jimmy White en la final de aquella cita de 2000, quedó como último ganador.

## Historia

### Ganadores
| Año  | Ganador         | Resultado | Subcampeón      | Referencias |
| ---- | --------------- | --------- | --------------- | ----------- |
| 1974 | Ray Reardon     | 10-9      | John Spencer    | [ 1 ]       |
| 1975 | Ray Reardon     | 10-9      | John Spencer    | [ 1 ]       |
| 1976 | Ray Reardon     | 10-4      | Fred Davis      | [ 1 ]       |
| 1977 | John Spencer    | 7-5       | John Pulman     | [ 1 ]       |
| 1978 | Ray Reardon     | 7-2       | John Spencer    | [ 1 ]       |
| 1979 | Doug Mountjoy   | 8-4       | Graham Miles    | [ 1 ]       |
| 1980 | John Virgo      | 9-6       | Ray Reardon     | [ 1 ]       |
| 1981 | Terry Griffiths | 9-8       | Willie Thorne   | [ 1 ]       |
| 1982 | Steve Davis     | 9-8       | Ray Reardon     | [ 1 ]       |
| 1983 | Doug Mountjoy   | 9-7       | Ray Reardon     | [ 1 ]       |
| 1984 | Willie Thorne   | 9-7       | John Spencer    | [ 1 ]       |
| 1985 | Terry Griffiths | 9-7       | John Spencer    | [ 1 ]       |
| 1986 | Terry Griffiths | 9-6       | Willie Thorne   | [ 1 ]       |
| 1987 | Neal Foulds     | 9-6       | Willie Thorne   | [ 1 ]       |
| 1988 | John Parrott    | 9-1       | Mike Hallett    | [ 1 ]       |
| 1989 | Darren Morgan   | 9-2       | Tony Drago      | [ 1 ]       |
| 1990 | Stephen Hendry  | 9-6       | Mike Hallett    | [ 1 ]       |
| 1991 | Neal Foulds     | 9-6       | Mike Hallett    | [ 1 ]       |
| 1992 | Steve James     | 9-8       | Neal Foulds     | [ 1 ]       |
| 1993 | Ken Doherty     | 9-3       | Darren Morgan   | [ 1 ]       |
| 1994 | Ken Doherty     | 9-5       | Nigel Bond      | [ 1 ]       |
| 1995 | Peter Ebdon     | 9-8       | Ken Doherty     | [ 1 ]       |
| 1996 | Ken Doherty     | 9-7       | Nigel Bond      | [ 1 ]       |
| 1997 | Martin Clark    | 9-7       | Andy Hicks      | [ 1 ]       |
| 1998 | Mark Williams   | 9-6       | Martin Clark    | [ 1 ]       |
| 1999 | Jimmy White     | 9-5       | Matthew Stevens | [ 1 ]       |
| 2000 | Darren Morgan   | 9-2       | Jimmy White     | [ 1 ]       |